# C.F. Degen
Carl Ferdinand Degen (født 1. november 1766 i Braunschweig, død 8. april 1825 i København) var en dansk matematiker.

## Uddannelse
Carl Ferdinand Degen kom allerede 1771 til København, i det hans far, Johan Philip Degen, blev ansat i Det Kongelige Danske Kapel. Farens kår var knappe; men den lærelystne dreng sattes ved Arveprins Frederiks understøttelse i Helsingørs Skole, hvorfra han dimitteredes 1783. Han studerede først lovkyndighed, dernæst teologi, men hindredes ved sine mangesidige interesser og studiet af sprog, filosofi, naturvidenskab og navnlig matematik i at tage eksamen. Betegnende er det, at han det første år, da Københavns Universitet udsatte prisspørgsmål, 1792, tog prisen både for den teologiske og for den matematiske opgave.

## Karriere
Kort efter blev han matematiklærer for prins Christian og senere informator for dennes broder prins Ferdinand, men fortsatte samtidig sine studier og erhvervede 1798 den filosofiske doktorgrad for et arbejde: Tentamen heuristicæ generalis. Dette slutter sig til Immanuel Kants filosofi, om end den matematiske opfindelseskunst er det tydelige forbillede for de enkelte heuristiske regler. Året efter udgav han Pædagogiske Aforismer, og om omfanget af de førnævnte sproglige studier vidner det, at han foruden at være fortrolig med latin, oldgræsk og hebraisk kunne læse ikke blot de mere bekendte germanske og romanske sprog, men også polsk og russisk. Man skylder ham flere oversættelser, deriblandt af Zoëgas værker fra italiensk til dansk. Med den fra faren arvede musikalske sans forbandt han kendskab til musikteorien.

### Skolemand
År 1802 blev han overlærer i matematik og fysik ved katedralskolen i Odense, og 1806-14 var han rektor ved Viborg Katedralskole. Han deltog således i indførelsen af den udvidede matematikundervisning i skolerne, som nødvendiggjordes ved de nye regler af 1805 for eksamen artium. Sin interesse for disse nye bestemmelser udtaler han i et af de skoleprogrammer, hvori han udførlig og klart behandler emner, som slutter sig til den elementære matematik.

### Professor
I 1814 blev han professor ved universitetet. Hans elementære forelæsningers mangel på plan og anlæg og den godmodighed, hvormed han overlod kandidaterne ved anden eksamen valget af den disciplin, hvori de vilde eksamineres, skulle vel ikke gøre ham til nogen god docent for de unge studenter. Heller ikke ved sine forelæsninger for videregående synes han at have ladet sig lede af en bestemt plan, og under den øjensynlig selvstændige fremstilling kunne han begå fejl, som han ville have undgået ved at følge et af de da eksisterende kompendier. Men det var allerede et overordentligt fremskridt, at den ved ham højere matematik blev indført ved universitetet; valget af enkeltheder var godt og fremstillingen klar, og den interesse for og indsigt i faget, som bestandig spores, måtte virke befrugtende. Når man ser på den udvikling af matematikken i vort fædreland, som begynder med Degen, tør man også sige, at hans virksomhed har båret god frugt.
Dette hænger sammen med, at Degen også i sine skrifter viser sig som en virkelig matematiker. Nogle af dem er udkomne særskilt, således navnlig de fortjenstfulde tabellariske arbejder: Canon Pellianus (1817), som indeholder løsningerne af den vigtigste klasse af ubestemte ligninger af 2. grad, og Tabularum ad faciliorem et breviorem probabilitatum computationem utilium enneas (1824), der indeholder en tavle over faktorieller. Hans matematiske fortjeneste ved disse arbejder består navnlig i, at hans store flid har fået en hensigtsmæssig anvendelse. Andre af hans arbejder er optaget i selskabsskrifter, dels i det danske Videnskabernes Selskabs, i hvilket Degen optoges som medlem år 1800 (han blev senere tillige medlem af dets Ordbogs- og Landmålingskommission), dels i Petersborger-Akademiets, hvilket valgte ham til korresponderende medlem 1819, vist nærmest i anledning af Canon Pellianus. Atter andre findes i danske krigsvidenskabelige tidsskrifter og i det da i Altona udkommende Astronomische Nachrichten. Degen har i disse forskellige afhandlinger behandlet spørgsmål af geometri, integralregning, rækkers teori, sandsynlighedsregning og bevægelseslære. Han viser sig både vel bevandret i Leonhard Eulers, Joseph Louis Lagranges, Adrien-Marie Legendres og Carl Friedrich Gauss' skrifter og i besiddelse af selvstændig opfindsomhed og fin opfattelse. Særlig bør fremhæves den interesse for samvirken af de forskellige matematiske metoder, som han jævnlig skaffer sig lejlighed til at lægge for dagen. Derved fremdrog han flere fremgangsmåder, som den gang for lidet benyttedes, men senere have fået betydning. I forbindelse hermed skal nævnes en mærkelig forudsigelse af ham, som er blevet kendt via Carl Anton Bjerknes’ skrift om den store norske matematiker Niels Henrik Abel. I et brev, som Degen i 1821 skrev til professor Christopher Hansteen i Christiania om et ham tilsendt arbejde af den da knap nittenårige Niels Henrik Abel, findes følgende ytringer:
| „ | Næppe kan jeg ved denne Lejlighed undertrykke det Ønske, at den Tid og de Aandskræfter, et Hoved som Hr. Abel skænker en i mine Øjne noget steril Genstand, måtte ydes et emne, hvis Uddannelse vil have de vigtigste Følger for hele Analysen og dens Anvendelse på dynamiske Undersøgelser, jeg mener de elliptiske Transcendenter. Ved tilbørligt Anlæg for Undersøgelser af dette Slags vil den alvorlige Gransker ingenlunde blive staaende ved disse ellers i og for sig selv højst mærkværdige Funktioners mange og smukke Egenskaber, men opdage Magellanske Gennemfarter til store Partier af et og samme uhyre analytiske Ocean. | “ |

Det ville den dag i dag være vanskeligt i så få ord på en nøjagtigere måde at betegne den betydning, som Abels og Jacobis kort efter påfulgte behandling af de elliptiske funktioner har fået både ved disses anvendelser og som et – ved de senere såkaldte abelske funktioner fortsat – gennemgangsled til den omfattende moderne funktionsteori.
Degen ægtede 1801 Sophie Petersen Rosted, datter af frisør J. Petersen. Hun overlevede ham (død 1851). Deres ægteskab var barnløst. Degen skildres som en beskeden og elskværdig, men tillige som en pudsig mand. En gentagelse af et apoplektisk anfald, der tidligere havde svækket ham, endte hans liv 8. april 1825.
Han er begravet på Assistens Kirkegård.
Degen er gengivet i en silhouet af C. Limprecht. Stik af Friedrich John efter portrætmaleri af Filippo Agricola 1804.